# Doroteo Flores
Doroteo Flores (Doroteo Guamuch „Mateo“ Flores; * 11. Februar 1922 in Mixco; † 11. August 2011 ebenda) war ein guatemaltekischer Langstreckenläufer.
Bei den Zentralamerika- und Karibikspielen 1946 in Barranquilla siegte er über 10.000 m sowie im Halbmarathon und gewann Bronze über 5000 m. 1950 in Guatemala-Stadt holte er Silber über 5000 m und im Halbmarathon. Bei den Panamerikanischen Spielen 1951 in Buenos Aires wurde er Fünfter über 10.000 m.  
Am 5. April 1952 gewann er einen Marathon in Guatemala-Stadt mit seiner persönlichen Bestzeit von 2:30:18 h. Zwei Wochen später siegte er beim Boston-Marathon in 2:31:54 h, und beim Marathon der Olympischen Spiele in Helsinki kam er auf den 22. Platz in 2:35:40 h.
1954 holte er bei den Zentralamerika- und Karibikspielen in Mexiko-Stadt Gold über 5000 m und im Halbmarathon und Silber über 10.000 m. Im Jahr darauf siegte er bei den Panamerikanischen Spielen 1955 in Mexiko-Stadt im Marathon und wurde Sechster über 10.000 m.
Ihm zu Ehren trägt das Estadio Mateo Flores in Guatemala-Stadt seit 1952 seinen Namen.